# Ludions
Ludions est un ensemble de cinq mélodies d'Erik Satie sur des poèmes de Léon-Paul Fargue, composé en 1923.

## Présentation
Erik Satie écrit en 1923, sur des poèmes de Léon-Paul Fargue, cinq mélodies qui constituent sa dernière œuvre dans le genre. 
Le cycle est composé pour la future comtesse Marie-Blanche de Polignac à la demande d'Étienne de Beaumont, et est destiné à être interprété en privé lors d'un bal baroque, « l'Antiquité sous Louis XIV », organisé par le comte de Beaumont en son hôtel de Masseran. La soirée se déroule le 30 mai 1923 et est l'objet d'une brouille entre Satie et Fargue, pourtant « vieux compères de bistrot des années montmartroises ». En effet le nom de Fargue est absent du programme de la soirée et le poète en prend ombrage, si bien qu'il insulte son hôte, qui se résout à le provoquer en duel. Le combat singulier n'aura finalement pas lieu mais la fâcherie est consommée.
La première audition publique est donnée en décembre de la même année, salle des Agriculteurs, par la cantatrice Jane Bathori et le compositeur au piano.

## Structure
Le cahier, d'une durée d'exécution de quatre minutes environ, comprend cinq mouvements, des pages « courtes mais pleines de surprise » :
1. « Air du rat » — Tranquille, en sol majeur, à 
 ;
2. « Spleen » — Modéré, en ut mineur, à quatre temps (noté ) ;
3. « La grenouille américaine » — Mouvement de marche, en la bémol majeur, à 
 ;
4. « Air du poète » — grave, en fa mineur, à quatre temps (noté ) ;
5. « Air du chat » — Gaiement, en si bémol majeur, à 
 (à reprise).

## Analyse
Les poèmes de Fargue sont brefs et humoristiques :
| no 3 La gouénouille améouicaine Me regarde par-dessus Ses bésicles de futaine. Ses yeux sont des grogs massus Dépourvus de jolitaine, etc. | no 4 Au pays de Papouasie, J'ai caressé la Pouasie. La grâce que je vous souhaite, C'est de n'être pas Papouète. |

Anne Rey voit dans ce cycle de mélodies « une transposition au domaine lyrique du style elliptique des Sports et Divertissements ».
La première pièce, Air du rat, sur un poème empli de mots inventés, se présente comme une comptine, « sur un motif harmonique repris sept fois ». La deuxième, Spleen, aux tournures modales, « s'achève sur un éclat véhément ». La troisième, La grenouille américaine, s'ouvre sur un long prélude instrumental. 
La très courte quatrième mélodie, Air du poète, qui tient en dix mesures, est « plus à dire qu'à chanter ». Enfin, la Chanson du chat, qui clôt le recueil, renoue avec l'esprit des comptines, impression accentuée par la présence d'échos de Compère Guilleri et la « forme régulière en deux courtes strophes ».
Bruno Giner considère les Ludions comme une synthèse idéale des différents styles musicaux de Satie : « on retrouve le style caf' conc' et music-hall dans l'Air du rat et La grenouille américaine, un soupçon de musique d'ameublement à l'allure répétitive dans Spleen, une mélodie « blanche » à la Socrate dans l'Air du poète, et quelques loufoqueries basées sur des jeux d'onomatopées dans l'irrésistible Chanson du chat ».

## Discographie
- Tout Satie ! Erik Satie Complete Edition[11], CD 9, Mady Mesplé (soprano) et Aldo Ciccolini (piano), Erato 0825646047963, 2015.
- Erik Satie : Mélodies et Chansons, Holger Falk (baryton) et Steffen Schleiermacher (piano), MDG 613 1926-2, 2015.

### Ouvrages généraux
- Marie-Claire Beltrando-Patier, « Erik Satie », dans Brigitte François-Sappey et Gilles Cantagrel (dir.), Guide de la mélodie et du lied, Paris, Fayard, coll. « Les Indispensables de la musique », 1994, 916 p. (ISBN 2-213-59210-1), p. 583-584.

### Monographies
- Bruno Giner, Erik Satie, Paris, Bleu nuit éditeur, coll. « Horizons » (no 51), 2018, 176 p. (ISBN 978-2-35884-060-6).
- Vincent Lajoinie, Erik Satie, Lausanne, Éditions L'Âge d'Homme, 1985 (ISBN 978-2-8251-3228-9).
- (en) Robert Orledge, Satie the composer, New York, Cambridge University Press, coll. « Music in the 20th Century », 1990, 394 p. (ISBN 978-0-521-35037-2)
- Anne Rey, Satie, Paris, Éditions du Seuil, coll. « Solfèges », 1974, rééd. 1995, 192 p. (ISBN 978-2-02-023487-0 et 2-02-023487-4).